# Выжманавин, Алексей Борисович
Алексе́й Бори́сович Выжмана́вин (4 декабря 1960, Москва — 1 января 2000, там же) — советский и российский шахматист; гроссмейстер (1989). 
Победитель XXX Всемирной Шахматной олимпиады (1992) в составе команды России. Двукратный чемпион Москвы (1984 и 1986). Чемпион ВС СССР (1987). Чемпион РСФСР (1989). Участник чемпионатов СССР (1984, 1990, 1991), Всесоюзного турнира молодых мастеров (1985) — 5-7-е место. Лучшие результаты в международных соревнованиях: Наленчув (1986) — 1-е; Москва (1987, 2-й турнир) — 2-3-е места. Победитель мемориала Чигорина 1989 . Поздно начал играть в шахматы — только в 14 лет пришёл в шахматную секцию на Стадион Юных пионеров СЮП. Рос без матери, рано был вынужден искать возможность заработка. Один из сильнейших в Москве игроков в блиц.
Смерть наступила в результате острой сердечной недостаточности. Похоронен на Митинском кладбище в Москве.
Был женат, осталась дочь.

## Изменения рейтинга
| Графики недоступны из-за технических проблем. См. информацию на Фабрикаторе и на mediawiki.org. |